# برنامج إدارة الشبكة
برامج إدارة الشبكة هي البرامج التي يتم استخدامها لتقديم واكتشاف ومراقبة وصيانة شبكة الحاسوب.

## الغرض
مع التوسع في الشبكة العنكبوتية العالمية والإنترنت، أصبحت شبكات الكمبيوتر كبيرة جدا ومعقدة، مما يجعل من المستحيل ادارتها يدويا. واستجابة لذلك، تم تطوير مجموعة من برامج إدارة الشبكات للمساعدة في تخفيف عبء إدارة التعقيد المتزايد لشبكات الحاسوب. برامج إدارة الشبكة عادة ما تجمع معلومات عن أجهزة الشبكة (التي تسمى العقد) باستخدام بروتوكولات مثل بروتوكول إدارة الشبكات البسيط SNMP، بروتوكول رسائل التحكم في الإنترنت ICMP، بروتوكول مستكشف سيسكوCDP وما إلى ذلك. ثم يتم تقديم هذه المعلومات إلى مسؤولي الشبكة بطريقة سهلة الفهم ويمكن الوصول إليها لمساعدتهم على تحديد المشاكل وتصحيحها بسرعة. المشاكل قد تقدم نفسها في شكل أخطاء الشبكة، اختناقات الأداء، قضايا الامتثال الخ بعض برامج إدارة الشبكة المتقدمة قد تصحح مشاكل الشبكة تلقائيا. وقد تساعد برامج إدارة الشبكة أيضا في المهام المتعلقة بتزويد الشبكات الجديدة، مثل تركيب وتهيئة عقد شبكة جديدة، وما إلى ذلك. وقد تساعد أيضا في صيانة الشبكات القائمة مثل ترقية البرامج على أجهزة الشبكة القائمة، وإنشاء شبكات افتراضية جديدة، إلخ.

## المهام
- التجهيز: تمكن ھذه الوظیفة مدیري الشبکة من توفیر أجھزة شبکة جدیدة في بیئة. التشغيل الآلي لهذه الخطوة يقلل من التكلفة ويزيل فرص الخطأ البشري.
- رسم المخططات أو الاكتشاف: تمكن هذه الوظيفة البرنامج من اكتشاف ميزات الشبكة المستهدفة. بعض الميزات التي يتم اكتشافها عادة هي: العقد في الشبكة، والاتصال بين هذه العقد، وأنواع الموردين وقدرات هذه العقد، وخصائص الأداء وما إلى ذلك.
- المراقبة: تمكن هذه الوظيفة برنامج إدارة الشبكة من مراقبة الشبكة للمشاكل واقتراح التحسينات. البرنامج قد تستطلع الأجهزة بشكل دوري أو تسجيل نفسها لتلقي التنبيهات من أجهزة الشبكة. آلية واحدة لأجهزة الشبكة لتطوع المعلومات عن نفسها هي عن طريق إرسال SNMP Trap. ويمكن أن يكشف الرصد عن أخطاء في الشبكة مثل العقد الفاشلة أو التي تمت تهيئتها بشكل خاطئ، والاختناقات في الأداء، والجهات الفاعلة الخبيثة، والاختراقات وما إلى ذلك.

## أمثلة
- PRTG Network Monitor
- OpenNMS
- Nagios
- HP Network Node Manager i Software
- CA Spectrum
- LoriotPro SNMP Manager
- Dhyan NetMan